# 针叶薹草
针叶薹草（学名：Carex onoei），也称阴地针薹草，是莎草科薹草属的植物。分布于俄罗斯远东地区、朝鲜、日本以及中国大陆的陕西、河北、辽宁、黑龙江、浙江、甘肃、吉林等地，生长于海拔500米至1,600米的地区，多生在湿草地、林下和溪边，目前尚未由人工引种栽培。

## 别名
阴地针薹草（东北植物检索表）

## 异名
- Carex onoei Franch. et Sav. f. latifolia Kuekenth.